# Octopus veligero
Octopus veligero är en bläckfiskart som beskrevs av Berry 1953. Octopus veligero ingår i släktet Octopus och familjen Octopodidae. Inga underarter finns listade i Catalogue of Life.